# Brahim Abdoulaye
Brahim Abdoulaye, född 27 augusti 1970, är en friidrottare från Tchad. Han deltog vid olympiska sommarspelen 1996.